# ها وي جي
ها وي جي (ولد في 1387 ومات في 1456) كان عالماً ومسؤولاً في بداية عهد سلالة جوسون وأحد الوزراء الستة الشهداء الذين حاولوا إعادة الملك دانجونغ إلى السلطة بعد انقلاب عمه عليه وعزله عن السلطة.

## حياته
ولد ها وي جي لعائلة نبيلة من اليانغبان من عشيرة جنجو ها. اجتاز ها اختبار غواغو الأصغر في سنة 1435 وحصل على الدرجة الأعلى في الاختبار الأعلى في سنة 1438. عينه الملك سيجونغ في قاعة المستحقين ثم أصبح قائداً (غيوري) لها في سنة 1442. ساهم ها وي جي في تحرير العديد من النصوص والكتب التاريخية.
انسحب ها من الحكومة في سنة 1453 بعد مقتل كم جونغ سو على يد الأمير سُيانغ (لاحقاً الملك سيجو) ومع ذلك عاد لاحقاً ليصبح نائب وزير الشعائر بأمر من الملك دانجونغ في سنة 1455. في نفس السنة عُزل الملك دانجونغ على يد عمه الأمير سيانغ. شارك ها وي جي مع بعض المسؤولين في مخطط للانقلاب على الملك سيجو وإعادة دانجونغ في سنة 1456 ولكن المخطط كشف بعد خيانة كم جل. رفض ها الاعتراف بخطئه بعد التعذيب وأعدم.